# Mys Greko
Mys Greko (řecky Κάβο Γκρέκο, anglicky Cape Greco) je nejjihovýchodnější část Kypru. Nachází se na jižním konci zálivu Famagusta mezi městy Protaras a Agia Napa a je součástí obce Agia Napa, která je významným turistickým centrem. 

## Přírodní rezervace
Od 18. února 1993 je spolu s celým skalnatým poloostrovem chráněn jako Národní přírodní park Cape Greco (řecky Εθνικό Δασικό Πάρκο Κάβο Γκρέκο; na ploše 384,9 ha) (kategorie IUCN II). Je také součástí sítě Natura 2000 pod kódem CY3000005.
Cílem ochrany této oblasti je ochrana krajiny, přírodního prostředí a biologické rozmanitosti a podpora rekreace a cestovního ruchu. Je zde 16 km značených turistických tras, stezka pro jízdu na koni a na kole, četné vyhlídky, z nichž můžete obdivovat krajinu poloostrova, nádherné pláže a skalnaté útesy s jeskyněmi na pobřeží. Skály ve vápencových útesech dosahují výšky asi 10 metrů. Nad jednou z jeskyní byl postaven malý kostelík zasvěcený Agioi Anargyroi (řecky Άγιοι Ανάργυροι).
Poloostrov pokrývají převážně stálezelené a xerofytické porosty – makchie, kterým zde dominuje jalovec fénický (Juniperus phoenicea). Celkem se zde vyskytuje asi 400 druhů rostlin, z toho 14 endemických a 14 ohrožených druhů. V mořských vodách obklopujících poloostrov jsou podmořské louky s Posidonie mořská chráněny jako stanoviště Natura 2000. V mezerách jalovcových křovin (tvořících rovněž kód stanoviště 5212) se nacházejí jedinečné jarní tůně (kód přírodního stanoviště 3170*, anglicky Mediterranean vernal pools). Jedná se o specifické, malé a mělké prohlubně, které se v zimě a na jaře zaplňují vodou (do hloubky 20 cm) a v létě vysychají. Obvykle vznikají na vápencových skalách a jsou osídleny typickými druhy rostlin, jako jsou Ophioglossum lusitanicum, Crassula alata, Crassula vaillantii, blatěnka vodní (Limosella aquatica), kyprej yzopolistý (Lythrum hyssopifolia) a Telmissa microcarpa. V oblasti je také chráněna a obnovována polopouštní vegetace se světlými porosty Zizyphus lotus (kód přírodního stanoviště 5220).
Ze savců se v oblasti vyskytuje liška obecná (Vulpes vulpes), zajíc polní (Lepus europaeus) a ježek ušatý (Hemiechinus auritus dorotheae). Byly zde nalezeny různé druhy hadů a ještěrů a také četní motýli.

## Významné ptačí území
Území o rozloze 1209 ha zahrnující mys bylo organizací BirdLife International vyhlášeno významným ptačím územím (Important Bird Area – IBA), protože je klíčovým místem migrace velkého počtu dravců a dalších ptáků. Tvoří úzké migrační hrdlo pro poštolku rudonohou, motáka stepního, včelojeda lesního a poštolku obecnou a podporuje hnízdní populace Oenanthe cypriaca, Curruca melanothorax a Francolinus francolinus. Přestože je mys národním lesním parkem pod správou lesnického odboru kyperského ministerstva vnitra, ptáci jsou zde ohroženi nelegálním odchytem.

## Vysílač

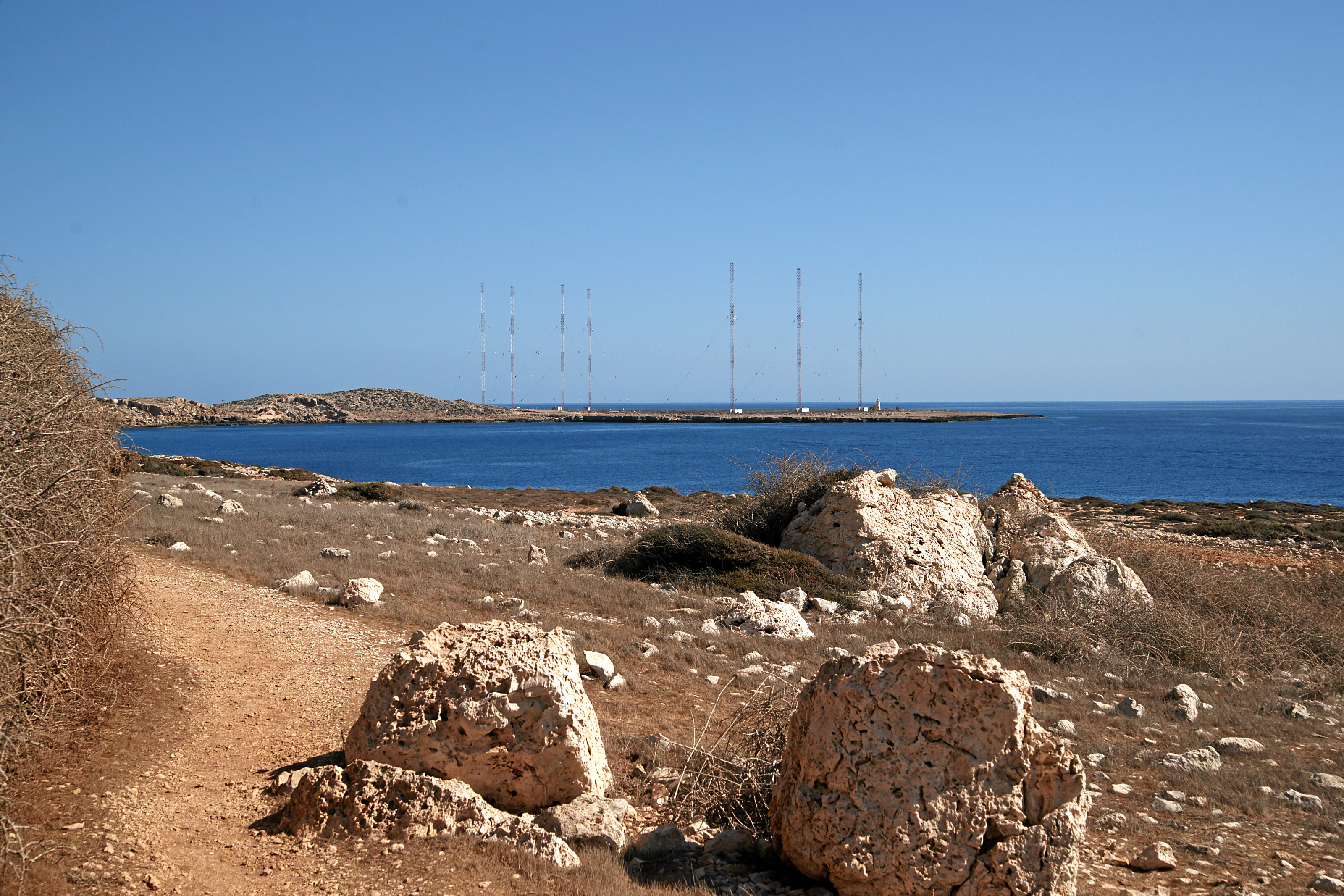
Vysílací stanice na mysu Greco

Na mysu Greco se nacházela výkonná středovlnná vysílací stanice provozovaná Rádiem Monte Carlo; vysílala program Rádia Monte Carlo Middle East / RMC Moyen-Orient určený posluchačům na Blízkém východě a v severní Africe ve francouzštině a arabštině. V časných ranních hodinách a několik let i v pozdních nočních hodinách vysílala programy TWR v arabštině, arménštině a perštině.
Vysílací stanoviště bylo vybudováno na začátku roku 1970 a provoz byl zahájen v roce 1973 vysíláním francouzského a arabského programu Rádia Monte Carlo Middle East / RMC Moyen-Orient na frekvenci 1233 kHz o výkonu 600 kW. Po roce 1974 se v časných ranních a pozdních nočních hodinách vysílaly programy Trans World Radio zaměřené na Blízký východ. Z finančních důvodů a klesajícího významu středních vln bylo vysílání RMC Moyen-Orient ukončeno 31. prosince 2019.
Zájem USA o vysílací zařízení pro pokrytí Blízkého východu vedl ke smlouvě o využití záložní antény a v roce 1992 byl instalován druhý vysílač. Od roku 1992 tento vysílač přenášel program v arabštině Rádia Sawa založeného americkou vládou. Z původní frekvence 981 kHz se musel přesunout na 990 kHz kvůli rušení s vysíláním ERT z Atén, vysílání o výkonu 600 kW skončilo 1. července 2019.
Na začátku listopadu 2021 byly obě antény zbourány a na místě budov vysílače mělo vzniknout informační centrum přírodní rezervace. 